# ان‌جی‌سی ۶۳۵۷
ان‌جی‌سی ۶۳۵۷ یک سحابی گسیلشی در نزدیکی ان‌جی‌سی ۶۳۳۴ در صورت فلکی کژدم قرار دارد به این سحابی، سحابی جنگ و صلح هم گفته می‌شود. بخش غربی این سحابی مشابه یک اسکلت است
هستهٔ این سحابی پیسمیس ۲۴-۱ نام دارد